# Belagerung von Angers
Die Belagerung von Angers fand am 3. und 4. Dezember 1793 statt. Sie war Teil des Aufstandes der Vendée.
Zurückgedrängt nach Granville, dachten die aufständischen Vendéens nur daran, in den Süden der Loire zurückzukehren, dank ihres Sieges in der Schlacht bei Dol war die Straße frei. Am 23. November traf sich der Generalstab der Vendée in Antrain. Der Oberkommandierende Henri de La Rochejaquelein schlug vor, auf Rennes zu marschieren, wo die geschlagene republikanische Armee Zuflucht gesucht hatte. Sie sollte vernichtet werden damit, sich die Bretagne ebenfalls erheben könnte. Die Armee könnte dann Nantes angreifen, um nach der Vendée zurückzukehren, indem sie eine Verbindung mit der Armee von Charette herstellte. Stofflet hingegen wollte auf dem kürzesten Weg vorgehen, also Angers angreifen. Was Talmont betraf, so wollte er Granville erneut angreifen, da die Garnison der Stadt reduziert worden war und die Engländer schienen eher bereit zu intervenieren. Es war der letztgenannte Plan, der vom Generalstab dann angenommen wurde, aber die Soldaten der Vendée, als sie von diesem Plan erfuhren, weigerten sich zu gehorchen und wollten Stofflets Plan durchführen. Die Generäle konnten nichts dagegen ausrichten und waren gezwungen, ihnen zu folgen.
Die Armee machte sich dann auf den Weg nach Angers. Wenn die Vendéens auch nicht mehr von den republikanischen Truppen beunruhigt wurden, diese waren zu sehr damit beschäftigt ihre Streitkräfte neu zu organisieren, wurden doch sie von Krankheiten (Ruhr, Typhus und Cholera) heimgesucht. Das war auf Hunger und schlechte Ausrüstung zurückzuführen, da es nun Schwierigkeiten gab sich im nahenden Winter vor der Kälte zu schützen und ausreichend zu verpflegen.

## Der Kampf
Angers wurde von 4000 bis 6000 republikanische Soldaten verteidigt, die von den Generälen Louis Thévenet, genannt Danican und Jean-Pierre Boucret angeführt werden. General Michel de Beaupuy, der sich von seinen Verletzungen in der Schlacht bei Entrammes erholte, war ebenfalls vor Ort. Obwohl er nicht vollständig geheilt war, wollte er am Kampf teilnehmen. Auf den Wällen und in den Türmen waren 57 Geschütze einsatzbereit, die drei Haupttore waren verbarrikadiert und Gräben ausgehoben.
Am 3. Dezember griffen die Vendéens an, aber der Angriff war nicht besser geplant als in Granville, die Angreifer besetzten zwar die von den Republikanern verlassenen Vororte, aber ohne Belagerungsausrüstung hatten sie keine Möglichkeit, die Stadtmauern zu überwinden.
Während des Tages schoss die Artillerie der Belagerer unter Gaspard de Bernard de Marigny immer wieder auf die Stadttore, aber ohne großen Erfolg.
Am 4. Februar versuchten die Vendéens einen neuen Angriff, sie waren gerade im Begriff, das Cupif-Tor zu nehmen, als republikanischen Truppen unter dem Kommando von Général Jean Fortuné Boüin de Marigny zur Verstärkung kamen. Die Armee der Vendée hatte keine Munition mehr, insbesondere keine Kanonenkugeln und die Moral der Aufständischen litt stark unter den erfolglosen Angriffen. Die Truppe von Jean Fortuné Boüin de Marigny waren die Vorhut der Westarmee, ihre Ankunft löste eine Panik der Vendéens aus. Sie brachen die Belagerung ab und zogen sich nach Nordosten, in Richtung Le Mans zurück.
Général Jean Fortuné Boüin de Marigny überlebte den Sieg nur kurz, bei der Verfolgung der Vendéens wurde er in Durtal von einer Kanonenkugel getötet.
Nach der Schlacht sollten auf Befehl von Marie Pierre Adrien Francastel (Représentant en mission dans les départements de l'Ouest de la France – Politischer Kommissar für die Départements von Westfrankreich), die Köpfe der während der Schlacht getöteten Vendeans und Chouans abgeschnitten werden, um sie auf den Mauern zur Schau zu stellen. Diese Anordnung scheint jedoch nicht ausgeführt worden zu sein.
Pitre-Chevalier schrieb auch, dass die Sansculottes im Auftrag von René Levasseur:

„...einer glänzenden Prozession folgten und den Weihrauch der Heimat verbrannten, um ihre Mauern von königlichem Kontakt zu reinigen.“